# Polycope teneriffa
Polycope teneriffa is een mosselkreeftjessoort uit de familie van de Polycopidae. De wetenschappelijke naam van de soort is voor het eerst geldig gepubliceerd in 1959 door Hartmann.